# اختبار جزيئات ممغنطة
اختبار الجزيئات الممغنطة (بالإنجليزية: Magnetic particle inspection)‏ اختصار MPI أو MT وهذا الاختبار من الاختبارات اللا إتلافية والغرض منه الكشف على الانفصالات والشقوق السطحية(surface) وتحت السطح(near surface) بعمق حوالى 6مم كحد أقصى على اللحامات والأسطح المختلفة ولكن هذا الاختبار يصلح فقط للمواد القابلة للمغنطة (ferromagnetic materials)مثل الحديد.
ولذلك يعتبر أدق من اختبار السائل المتغلغل ولكنه لا يصلح للتطبيق على المواد الغير قابلة للمغنطة بعكس اختبار السائل المتغلغل الذي يصلح لجميع المواد (ماعدا المواد ذات الأسطح المسامية).
- ويعتمد اختبار الجزيئات الممغنطة  على فكرة تعريض السطح المراد الكشف عليه لمجال مغناطيسي (magnetic flux) فعند وجود أي شروخ أو انفصالات سطحية أو قريبة من السطح يتولد حول تلك الشقوق تسريب قي خطوط الفيض المغناطيسي مما يؤدى إلى عمل تلك الشقوق كمغناطيس له قطب سالب وأخر موجب. يتم قي أثناء ذلك التعريض  رش جزيئات قابلة للمغنطة مثل برادة الحديد (magnetic particle) فتتجمع حول الشقوق التي تعمل كمغناطيس نتيجة لتسريب خطوط الفيض المغناطيسي قي شكل واضح وذلك يؤدى لاكتشاف الانفصال وموضعه.
- علاقة بين اتجاه الانفصال وتأثره بالمجال المغناطيسي يوجد احتمال لوجود شرخ قي ثلاث حالات شرخ طولى أو عرضي أو مائل بزاوية فعندما يكون المجال المغناطيسي عمودي على الشرخ يكون التسريب عالى جدا ويكون الظهور واضح عند تطبيق الاختبار ولكن إذا كان اتجاه المجال موازي للشرخ لا يكون هناك تسريب ولا يظهر الشرخ أثناء الاختبار ولذلك يتم تطبيق الاختبار قي وضعين وضع تكون فيه خطوط الفيض رأسية ومرة أخرى تكون أفقية.

## أدوات الاختبار المستخدمة
1.جهاز توليد مجال مغناطيسي
- يعطى إمكانية إصدار مجال مغناطيسي قي اتجاهين متعامدين (طولى وعرضي) وذلك لتلافى عدم ظهور الانفصال إذا كان اتجاه الانفصال موازي لخطوط الفيض المغناطيسي.*

وله ثلاث أنواع :
- الماكينة الثابت (stationary):عبارة عن قطبين مثل الكماشة وتوضع العينة المراد الكشف عليها بينهم ويتم إمرار تيار كهربي يولد مجال مغناطيسي عرضي على العينة وللحصول على مجال طولى يتم وضع العينة داخل ملف ويتم إمرار تيار كهربي به لتوليد مجال طولى على العينة وبذلك تكون العينة عرضت لمجالين متعامدين.
- الماكينة المتحركة (mobile):ماكينة يخرج منها قضيبين من النحاس يولد كل قضيب مجال مغناطيسي عرضي وللحصول على مجال متعامد عليه يتم تحريك القضيبين قي اتجاه متعامد على الاتجاه الأول (يستخدم مع الألواح plates فقط).
- النقال(portable): (Yoke)وهو الأكثر استخداما لسهولة حمله والتنقل به وله نوعان نوع يحتاج إلى مصدر كهربي(Ac Yoke) ونوع أخر لا يحتاج مصدر كهربي (hand magnetic DC Yoke) ويصنع مجالين مختلفين بتحريكه قي وضعين متعامدين.
  - 2.الجزيئات الممغنطة برادة الحديد magnetic particles
- وتنقسم إلى نوعين رئيسيين:
- الجافة:عبارة عن برادة حديد وتكون لها ألوان مختلفة (أسود أحمر أصفر.....إلخ) والغرض من الألوان المختلفة مغايرة لون سطح الاختبار للوضوح والدقة أثناء تنفيذ الاختبار.
- رطبة wet :حيث تكون رش spray وهي من مزيج من برادة الحديد(black inc)السوداء وسائل دهان أبيض(white contrast paint) حيث يعمل خلفية بيضاء على السطح وتظهر برادة الحديد بالون الأسود وهو أكثر دقة من النوع الأول الجاف لدقة التباين. في هذا النوع يوجد برادة حديد فلورسينت (فسفوري) للاستخدام قي البيئة الليلية أو ذات الإضاءة الخافتة ويحتاج ذلك إلى مصباح أشعة فوق البنفسجية (black light).